# 肯尼鎮區 (阿肯色州佩里縣)
肯尼鎮區（英語：Fenney Township）是位於美國阿肯色州佩里縣的一個行政鎮區。

## 地方資料
肯尼鎮區的面積為21.13平方千米，當中陸地面積為20.77平方千米，而水域面積為0.36平方千米。根據2010年美國人口普查的數據，當地共有人口113人，而人口密度為每平方千米5.35人。